# (5430) Luu
(5430) Luu es un asteroide perteneciente al cinturón de asteroides, descubierto el 12 de mayo de 1988 por Carolyn Shoemaker y por su esposo que también era astrónomo Eugene Shoemaker desde el Observatorio del Monte Palomar, Estados Unidos.

## Designación y nombre
Designado provisionalmente como 1988 JA1. Fue nombrado Luu en honor a Jane X. Luu por su investigación sobre los asteroides del sistema solar. Mayormente conocida por su trabajo con David Jewitt en el descubrimiento de los primeros y siguientes objetos del cinturón de Kuiper, así como en el seguimiento de los estudios físicos de esos cuerpos. También ha contribuido con los límites superiores más estrictos sobre la existencia de comas polvorientas alrededor de asteroides que podrían ser cometas latentes o extintos.

## Características orbitales
Luu está situado a una distancia media del Sol de 2,364 ua, pudiendo alejarse hasta 2,892 ua y acercarse hasta 1,835 ua. Su excentricidad es 0,223 y la inclinación orbital 23,89 grados. Emplea 1327,88 días en completar una órbita alrededor del Sol.

## Características físicas
La magnitud absoluta de Luu es 12,8. Tiene 6,659 km de diámetro y su albedo se estima en 0,215. 